# Cascade (uitgeverij)
Cascade is een Belgische uitgeverij.

## Historiek
De uitgeverij werd opgericht op 23 maart 1995 en is gevestigd te Antwerpen. Ze was een werkmaatschappij van Audax.
Eind 2015 werden de tijdschriften Ché, Menzo, Motoren & Toerisme en Moto & Loisirs overgenomen van Think Media. Vervolgens werd Ché in 2016 stopgezet.
In juni 2018 werd de uitgeverij overgenomen door De Persgroep. Op het moment van de overname was de leiding van de uitgeverij in handen van Koen De Buck en Kristine Ooms en telde ze 26 medewerkers.

## (Voormalige) Merken
- Bahamontes
- Ché
- Eos

- For Girls Only
- Menzo
- Motoren & Toerisme

- Moto & Loisirs
- Primo
- Psyche&Brein